# شن‌کوی (شاوشات)
شن‌کوی (به ترکی استانبولی: Şenköy) یک منطقهٔ مسکونی در ترکیه است که در شاوشات واقع شده‌است. شن‌کوی ۶۷ نفر جمعیت دارد.